# Đại chiến Pixels
Pixels là một phim hài hành động mang tính khoa học viễn tưởng Mỹ 2015 được sản xuất bởi Columbia Pictures, 1492 Pictures và Happy Madison Productions. Phim do Chris Columbus làm đạo diễn dựa trên kịch bản của Tim Herlihy và Timothy Dowling. Phim có sự tham gia của Adam Sandler, Kevin James, Josh Gad, Peter Dinklage, Michelle Monaghan, Brian Cox, Ashley Benson và Jane Krakowski và dự kiến công chiếu dưới dạng 2D, 3D và IMAX 3D vào ngày 24 tháng 7 năm 2015.

## Nội dung
Tại một giải đấu trò chơi điện tử arcade vào năm 1982 với người bạn của mình là Will Cooper, Sam Brenner, 13 tuổi, phát hiện ra rằng mình có thể làm chủ các trò chơi bằng cách phát hiện các mẫu. Anh ta dường như để mất chức vô địch trò chơi  Donkey Kong  trước Eddie "the Fireblaster" Plant đáng ghét. Videocassette về sự kiện được đưa vào viên nang thời gian được phóng vào không gian. Ngày nay, Brenner là người lắp đặt rạp hát gia đình trong khi Cooper là Tổng thống Hoa Kỳ bị ghét bỏ. Tại Guam, Căn cứ Không quân Andersen bị bao vây bởi một lực lượng ngoài Trái đất tấn công dưới hình dạng  Galaga  và một người lính bị bắt cóc.
Brenner làm việc tại nhà của Trung tá Violet van Patten, và cả hai được triệu tập riêng đến Nhà Trắng. Sau khi gặp Ludlow "the Wonder Kid" Lamonsoff và xem đoạn băng video, Brenner xác định người ngoài hành tinh đã hiểu sai các hình ảnh của videocassette như một lời tuyên chiến và đang tấn công bằng công nghệ dựa trên các trò chơi điện tử có tại giải vô địch. Người ngoài hành tinh làm gián đoạn chương trình phát sóng truyền hình bằng cách sử dụng cảnh quay từ băng cassette, thách thức Trái đất trong một trận chiến mà nếu người ngoài hành tinh thắng ba vòng, họ sẽ chinh phục hành tinh. Brenner và Cooper không thể ngăn chặn một trong các cuộc tấn công vì Taj Mahal bị hư hại bởi người ngoài hành tinh ở dạng  Arkanoid  và một người ngoài cuộc bị bắt cóc.
Brenner và Ludlow huấn luyện SEALs hải quân chơi các trò chơi. Violet phát triển các raygun có khả năng chống lại công nghệ của người ngoài hành tinh. Ở London, người ngoài hành tinh tấn công Hyde Park dưới dạng  Centipede . Brenner và Ludlow bước vào và bắn hạ chúng. Người ngoài hành tinh gửi lời chúc mừng và một "phần thưởng" dưới dạng con chó  Duck Hunt .
Ludlow và Cooper đưa Eddie khỏi án tù vì tội lừa đảo. Tại Thành phố New York, đội phải tham gia với tư cách là các ma chống lại Pac-Man. Toru Iwatani, tác giả của  Pac-Man , cố gắng giải quyết hòa bình với Pac-Man nhưng bị cắn đứt tay. Brenner, Ludlow và Eddie vượt qua nhiệm vụ bằng cách sử dụng những chiếc xe Mini Cooper đã được sửa đổi, nhưng Violet nhận thấy Eddie di chuyển với tốc độ siêu âm quanh bàn cờ. Họ giành được Q * Bert như một phần thưởng . Tuy nhiên, trong một bữa tiệc ăn mừng, những người ngoài hành tinh tuyên bố thử thách đối với hành tinh đã bị hủy bỏ vì ai đó đã gian lận . Matty, con trai của Violet phát hiện ra Eddie đã sử dụng speed cheat trong trận chiến với Pac-Man. Eddie bỏ trốn trong khi Matty bị người ngoài hành tinh bắt cóc.
Người ngoài hành tinh phát động một cuộc tấn công lớn ở Washington, D.C. bằng cách sử dụng một đội quân gồm các nhân vật và kẻ thù từ trò chơi. Cooper gia nhập đội, trong khi Ludlow ở lại chiến đấu. Một người ngoài hành tinh có hình dạng là "Lady Lisa", một nhân vật mà Ludlow đã phải lòng từ khi còn nhỏ. Ludlow thuyết phục Lisa chọn tình yêu và đứng về phía con người và Eddie, với mong muốn sửa đổi, quay trở lại chiến đấu. Brenner, Violet và Cooper được triệu hồi về tàu mẹ của những người ngoài hành tinh, nơi họ phải đối mặt với thủ lĩnh, người có hình dạng Donkey Kong, ở cấp độ bắt đầu với những người bị giam giữ của người ngoài hành tinh ở cấp cao nhất . Khi cả nhóm né tránh các thùng và quả cầu lửa, Brenner mất hy vọng cho đến khi Matty tiết lộ việc Eddie gian lận , khôi phục lại sự tự tin của anh ta và cho phép anh ta đánh bại Donkey Kong. Điều này khiến lực lượng của người ngoài hành tinh, bao gồm cả Lisa, bị loại bỏ.
Đội được ca ngợi là những anh hùng và một thỏa thuận hòa bình đã đạt được với người ngoài hành tinh. Eddie xin lỗi Brenner vì đã gian lận. Ludlow rất buồn vì Lisa đã ra đi, Q * Bert đã biến hình dạng của nó thành Lady Lisa. Brenner và Violet trở thành một cặp trong khi Eddie gặp Serena Williams và Martha Stewart. Người ngoài hành tinh khôi phục lại bàn tay của Iwatani trước khi họ rời đi. Một năm sau, Lady Lisa và Ludlow kết hôn và có những đứa con giống Q * Bert.

## Phân vai
- Adam Sandler vai Sam Brenner
  - Anthony Ippolito vai Sam 13 tuổi
- Kevin James vai Tổng thống Will Cooper
  - Jared Riley vai Will 13 tuổi
- Josh Gad vai Ludlow Lamonsoff
  - Jacob Shinder vai Ludlow 8 tuổi
- Peter Dinklage vai Eddie Plant[6]
  - Andrew Bambridge vai Eddie 13 tuổi
- Michelle Monaghan vai Violet van Patten
- Matt Lintz vai Matty
- Brian Cox vai Porter
- Ashley Benson vai Lady Lisa
- Jane Krakowski vai Carolyn Cooper
- Denis Akiyama vai Toru Iwatani[7]
- Sean Bean vai Corporal Hill
- Affion Crockett vai Sergeant Dylan Cohan
- Dan Aykroyd vai 1982 Championship MC
- Lainie Kazan vai Mickey Lamonsoff